# Lasioglossum milneri
Lasioglossum milneri är en biart som först beskrevs av Cockerell 1941.  Lasioglossum milneri ingår i släktet smalbin, och familjen vägbin. Inga underarter finns listade i Catalogue of Life.